# Geoffroy Chodron de Courcel
Geoffroy Chodron de Courcel est un diplomate français, né le 11 septembre 1912 à Tours et mort le 9 décembre 1992 à Paris 6e.
Petit-fils d'Alphonse Chodron de Courcel, il est principalement connu pour avoir été l'aide de camp du général de Gaulle lors de l'appel du 18 Juin, et il est Compagnon de la Libération. Il est apparenté à Bernadette Chirac (née Chodron de Courcel).

## Biographie

### Jeunesse et études
Geoffroy Chodron de Courcel appartient à la famille Chodron de Courcel, originaire des Trois-Évêchés en Lorraine, d'ancienne bourgeoisie, titrée sous le Second Empire, comptant plusieurs industriels, militaires et diplomates. Il est notamment un descendant direct de Gaspard Monge.
Il effectue son service militaire par devancement d'appel (octobre 1932), au 12e cuirs (2e cuirs dissous en 1918) puis au 1er bataillon de dragons portés. Puis, Chodron de Courcel, élève officier de réserve, commence des études supérieures. Il obtient une licence de lettres, étudie à l'École libre des sciences politiques, et obtient en 1933 un doctorat en droit.

### Parcours professionnel
Il passe en 1937 le concours du quai d'Orsay, et est immédiatement nommé attaché d’ambassade à Varsovie. Il conserve ce poste jusqu'en 1938, date à laquelle il est nommé secrétaire d’ambassade à Athènes. 
En septembre 1939, il est mobilisé comme lieutenant de cavalerie et affecté dans une unité stationnée à Beyrouth, le Liban étant encore un mandat français de la SDN. Au début du mois de mai 1940, il se trouve en permission à Paris alors que débute la bataille de France.

### Résistance
Le 7 juin 1940, il est affecté comme officier d'ordonnance du général de Gaulle, qui vient d'être nommé sous-secrétaire d'État à la guerre dans le nouveau gouvernement de Paul Reynaud. De Gaulle avait souhaité être assisté par « un diplomate parlant anglais » ; par ailleurs, Geoffroy de Courcel est, comme de Gaulle, un partisan de la poursuite des combats. 
Il l'accompagne lors de ses deux voyages à Londres (9 juin et 15 juin) ; la nuit du 16, Paul Reynaud ayant démissionné et Pétain étant devenu chef du gouvernement, il envisage de repartir pour Beyrouth mais, le matin du 17, accepte de suivre de Gaulle à Londres dans l'avion du général britannique Edward Spears, chargé des liaisons entre les deux gouvernements : il est alors le premier Français à s’engager dans les Forces françaises libres (FFL).
À Londres, il poursuit son travail d'aide de camp. C'est lui en particulier qui sollicite Élisabeth de Miribel pour effectuer les premiers travaux de secrétariat pour le général de Gaulle, en premier lieu la dactylographie du texte de l'appel.
En août 1941, il cesse d’être chef de cabinet du général de Gaulle (il est remplacé par François Coulet) et est affecté dès décembre au 3e escadron d’auto-canons, unité combattante faisant partie d'un groupe de reconnaissance de corps d'armée qui deviendra l'année suivante le 1er RMSM. Se déplaçant au gré des progressions alliées en Afrique du Nord, Chodron de Courcel s’illustre dans le désert libyen en 1942 puis lors de la bataille d’El Alamein avant de s'illustrer de nouveau en Tunisie où il est blessé.

### Parcours dans la fonction publique
En juillet 1943, il devient pour un temps le directeur adjoint du cabinet du général de Gaulle qu’il accompagne lors de ses visites le 14 juin 1944 à Bayeux puis à Isigny, juste après le débarquement du 6 juin. À partir d'août 1944 et jusqu’à la fin de la guerre, il exerce différentes fonctions administratives pour le gouvernement provisoire de la République française.
Après la guerre, il revient au ministère des Affaires étrangères. Détaché du quai d'Orsay de 1955 à 1958, il assure les fonctions de secrétaire général permanent de la Défense nationale (SGPDN). Il reprend ensuite sa carrière diplomatique au poste de représentant permanent de la France au conseil de l’OTAN avant d’être rappelé par le général de Gaulle pour exercer la fonction de secrétaire général de la présidence de la République en 1959. Membre de différents comités et conseils, comme celui de l’Énergie atomique, il est élevé au titre d’ambassadeur de France au Royaume-Uni le 16 mars 1962. Il conserve cette charge jusqu'au 20 avril 1972, avant que Jacques Delarüe-Caron de Beaumarchais ne prenne la relève.
Il prend sa retraite en 1978. Il est élu en 1984 président de l’Institut Charles-de-Gaulle, poste qu'il occupe jusqu'en 1991. Il meurt l'année suivante.
Son épouse née Martine Hallade est décédée le 14 octobre 2016.

## Décorations
- Grand-croix de la Légion d'honneur
- Compagnon de la Libération par décret du 8 juillet 1943[3]
- Croix de guerre 1939–1945 (4 citations)
- Croix militaire (Grande-Bretagne)
- Membre de l'ordre royal de Victoria (Grande-Bretagne)

## Dans la fiction
Dans le téléfilm L'Appel du 18 Juin (2010), Clément Roussier en est l'interprète.

Dans la mini-série De Gaulle, l'éclat et le secret (2020), son rôle est interprété par Cyril Descours.